# Сомборске новине
Сомборске новине су локални лист који излази у Сомбору а чији се први број појавио 28. маја 1954. године. Главни и одговорни уредник Сомборских новина био је Миленко Бељански.

## Историјат
Сомборске новине су први послератни лист који се појавио у Сомбору 1954. године. По својој концепцији лист је локални. Новине су паралелно биле и политички подређене комунистичкој идеологији. Деведесетих година, после увођења вишестраначја, новине су се потпуно отварале пред плурализмом страначких уверења. Данас следе концепцију грађанског гласила.
Од 28. маја 1954. године, па све до пред крај 1969. године, Сомборске новине су излазиле самостално.
20. децембра 1969. године основан је "Информативни центар", у склопу којег су били "Радио Сомбор" и Сомборске новине.
У оквиру "Информативног центра", а у улози издавача, штампан је и Омладински лист Покрет. Сомборске новине су се из "Информативног центра" издвојиле у самостално јавно предузеће 30. јуна 2000. године. Године 2007. 28. маја Сомборске новине су приватизоване.

### Периодичнос излажења
Сомборске новине излазе недељно.
Једино су за време НАТО бомбардовања 1999. године Сомборске новине излазиле два пута недељно - уторком и петком.

### Изглед листа
Сомборске новине су илустоване и формата 44 cm. Од броја 2863 формат је 40 cm.
Излазе на 32 стране у тиражу од око 8.000 примерака по броју.

### Место и време издавања
Сомбор, од 28. маја 1954. године –

### Издавач
Акционарско друштво за новинско-издавачку делатност "Сомборске новине" Сомбор.

### Технички прелом
Емит 24 д.о.о. Београд.

### Штампарија
Сомборске новине се штампају у штампарији "Борба" у Београду.

## Рубрике
- Увек у току
- Актуелно
- у Жижи
- Економија
- Друштво
- Репортажа
- Међу нама
- Култура
- Образовање
- Породица
- Спорт
- Људи и догађаји
- Мали огласи
- Друштво

## Уредници
- Од. бр. 152 (19. април 1957) главни и одговорни уредник Јован Илић;
- Од бр. 239 (1. јануар 1959) главни и одговорни уредник Ђорђе Грујић;
- Од бр. 621 (13. мај 1966) главни и одговорни уредник Никола Релић;
- Од бр. 667 (21. април 1967) главни и одговорни уредник Душан Исаков;
- Од 2005 главни и одговорни уредник Иса Басарић;[1]
- Тренутно је на функцији в. д. главног и одговорног уредника Милица Буњевац Воркапић.[6]

## Редакција
- Политика, друштво: Никола Живановић
- Култура: Тамара Стојковић
- Здравство: Марина Раднић
- Спорт: Симана Матковић
- Образовање: Николина Костадиновић[6]